# Network Solutions
Network Solutions è un'azienda tecnologica statunitense fondata nel 1979. Nel 2009, la gestione del registro dei domini internet, essenziali al funzionamento di internet, era la sua attività principale. Nel gennaio 2009, la società gestiva circa 6,6 milioni di domini. La dimensione dei domini amministrati e la sua longevità ne fanno una delle società più importanti nella determinazione dei prezzi di noleggio dei domini e delle politiche relative all'assegnazione degli stessi.